# Piubega
Piubega (lombardul: Piübega) település Olaszországban, Lombardia régióban, Mantova megyében. Lakosainak száma 1730 fő (2023. január 1.). Piubega Casaloldo, Ceresara, Gazoldo degli Ippoliti, Redondesco, Asola és Mariana Mantovana községekkel határos.

## Népesség
A település lakossága az elmúlt években az alábbi módon változott:
| Lakosok száma | 1700 | 1681 | 1730 |
|               | 2017 | 2018 | 2023 |